# Saraydüzü, Afyonkarahisar
Saraydüzü là một xã thuộc thành phố Afyonkarahisar, tỉnh Afyonkarahisar, Thổ Nhĩ Kỳ. Dân số thời điểm năm 2011 là 670 người.